# Дубровка (Джанкойский район)
Дубро́вка (ранее населённый пункт лесопитомника; укр. Дібрівка, крымскотат. Dubrovka, Дубровка) — посёлок в Джанкойском районе Крыма, в составе Яркополенского сельского поселения (Яркополенского сельского совета).

## Население
| 2001 | 2014 |
| ---- | ---- |
| 41   | ↘40  |

### Динамика численности
- 1989 год — 50 чел.[10]
- 2001 год — 41 чел.[11]
- 2009 год — 36 чел.[12]
- 2014 год — 40 чел.[13]

## Современное состояние
На 2017 год в Дубровке улиц и переулков не числится. На 15 июня 1960 года селение уже числилось в составе Яркополенского сельсовета. На 2009 год, по данным сельсовета, посёлок занимал площадь 3,1 гектара на которой, в 14 дворах, проживало 36 человек, по данным переписи 1989 года в селе проживало 50 человек.
Дубровка — маленький посёлок на юге района, у границы с Красногвардейским, у железнодорожной линии Солёное Озеро — Севастополь и автотрассой Джанкой — Гвардейское, высота центра селения над уровнем моря — 31 м. Ближайшие сёла: пгт Вольное в 0,7 км на запад, Весёлое — в 2 километрах на север, Краснодольное в 2,3 км на восток, Знаменка в 2,8 км на юго-восток и Пушкино в 3,5 км на юг — оба Красногвардейского района. Расстояние до райцентра — около 20 километров (по шоссе), в Дубровке находится платформа 1389 км. Транспортное сообщение осуществляется по региональной автодороге 35Н-171 Джанкой — Гвардейское (по украинской классификации — С-0-10477).